# Tanjung Selamat (Padang Tualang)
Tanjung Selamat is een bestuurslaag in het regentschap Langkat van de provincie Noord-Sumatra, Indonesië. Tanjung Selamat telt 7537 inwoners (volkstelling 2010).